# John Beasley
John Michael Beasley (Texarkana, Texas, 5 de febrero de 1944) es un exjugador de baloncesto estadounidense que disputó siete temporadas en la ABA, además de jugar en la NABL y la EPBL. Con 2,06 metros de estatura, jugaba en la posición de ala-pívot.

## Trayectoria deportiva

### Universidad
Jugó durante tres temporadas con los Aggies de la Universidad de Texas A&M. En la primera de ellas lideró la Southwest Conference en rebotes, promediando 9,5 por partido, y en las dos siguientes fue distinguido como Jugador del Año de la conferencia tras liderar en ambas ocasiones la lista de anotadores con 25,8 y 27,8 puntos por partido respectivamente.

### Profesional
Fue elegido en la cuadragésimo quinta posición del Draft de la NBA de 1966 por Baltimore Bullets, pero tras ser descartado por el equipo, jugó una temporada en ligas menores, hasta que en 1967 fichó por los Dallas Chaparrals de la ABA, donde se convirtió en la gran sorpresa del equipo tras promediar en su primera temporada 19,7 puntos y 12,8 rebotes por partido.
Esa temporada fue incluido en el 2º Mejor quinteto de la ABA, y disputó su primer All-Star Game, partido en el que al año siguiente sería elegido MVP, tras lograr 19 puntos y 14 rebotes para su equipo.
También repitió aparición en el segundo mejor quinteto de la liga, después de promediar 19,3 puntos y 10,6 rebotes por partido. En 1971 fue traspasado a los Utah Stars a cambio de los derechos sobre George Peeples, una futura elección del draft y dinero. Allí disputó tres temporadas más antes de retirarse definitivamente.

## Estadísticas de su carrera en la ABA

### Temporada regular
| Temporada | Edad | Equipo            | Liga | Pos. | P   | TIT | MIN  | TC  | TCA  | %TC  | 3P  | 3PA | %3P  | 2P  | 2PA  | %2P  | TL  | TLA | %TL  | R.OF. | R.DEF. | REB  | ASIS | ROB | TAP | PER | FP  | PTS  |
| 1967-68 ★ | 23   | Dallas Chaparrals | ABA  | C    | 77  |     | 36.9 | 8.1 | 16.4 | .492 | 0.0 | 0.0 | .000 | 8.1 | 16.4 | .493 | 3.5 | 4.2 | .842 | 3.6   | 9.1    | 12.8 | 1.5  |     |     | 1.4 | 3.2 | 19.7 |
| 1968-69 ★ | 24   | Dallas Chaparrals | ABA  | PF   | 78  |     | 39.1 | 7.5 | 15.4 | .488 | 0.0 | 0.1 | .300 | 7.5 | 15.3 | .489 | 4.3 | 5.2 | .826 | 3.2   | 7.5    | 10.6 | 1.4  |     |     | 1.7 | 3.3 | 19.3 |
| 1969-70 ★ | 25   | Dallas Chaparrals | ABA  | PF   | 84  |     | 36.5 | 7.5 | 14.9 | .499 | 0.0 | 0.1 | .375 | 7.4 | 14.8 | .500 | 3.4 | 4.1 | .818 | 3.6   | 8.4    | 12.0 | 1.6  |     |     | 2.1 | 3.3 | 18.3 |
| 1970-71   | 26   | Texas Chaparrals  | ABA  | PF   | 83  |     | 32.4 | 6.4 | 12.9 | .497 | 0.2 | 0.7 | .276 | 6.2 | 12.2 | .510 | 2.8 | 3.4 | .828 | 3.7   | 5.6    | 9.2  | 1.8  |     |     | 1.3 | 2.5 | 15.9 |
| 1971-72   | 27   | TOTAL             | ABA  | PF   | 70  |     | 12.6 | 1.9 | 4.1  | .465 | 0.1 | 0.4 | .320 | 1.8 | 3.7  | .479 | 0.9 | 1.1 | .813 | 1.4   | 2.7    | 4.1  | 0.6  |     |     | 0.5 | 1.5 | 4.8  |
| 1971-72   | 27   | Dallas Chaparrals | ABA  | PF   | 12  |     | 22.3 | 3.5 | 7.1  | .494 | 0.0 | 0.2 | .000 | 3.5 | 6.9  | .506 | 2.0 | 2.4 | .828 | 2.5   | 5.0    | 7.5  | 1.1  |     |     | 1.0 | 2.2 | 9.0  |
| 1971-72   | 27   | Utah Stars        | ABA  | PF   | 58  |     | 10.6 | 1.6 | 3.4  | .452 | 0.1 | 0.4 | .348 | 1.4 | 3.0  | .466 | 0.6 | 0.8 | .804 | 1.2   | 2.2    | 3.4  | 0.4  |     |     | 0.4 | 1.4 | 3.9  |
| 1972-73   | 28   | Utah Stars        | ABA  | PF   | 71  |     | 13.2 | 3.0 | 5.9  | .513 | 0.4 | 1.3 | .326 | 2.6 | 4.6  | .564 | 0.9 | 1.0 | .886 | 1.2   | 2.6    | 3.7  | 0.6  |     |     | 0.5 | 2.0 | 7.3  |
| 1973-74   | 29   | Utah Stars        | ABA  | PF   | 43  |     | 11.2 | 1.7 | 4.2  | .414 | 0.5 | 1.5 | .344 | 1.2 | 2.7  | .453 | 0.2 | 0.3 | .909 | 1.0   | 1.7    | 2.8  | 0.4  | 0.2 | 0.2 | 0.5 | 1.3 | 4.2  |
| Total     |      |                   | ABA  |      | 506 |     | 27.6 | 5.5 | 11.2 | .491 | 0.2 | 0.5 | .316 | 5.3 | 10.7 | .500 | 2.5 | 3.0 | .831 | 2.7   | 5.7    | 8.4  | 1.2  | 0.2 | 0.2 | 1.2 | 2.6 | 13.7 |

### Playoffs
| Temporada | Edad | Equipo            | Liga | Pos. | P  | TIT | MIN  | TC  | TCA  | %TC  | 3P  | 3PA | %3P  | 2P  | 2PA  | %2P  | TL  | TLA | %TL   | R.OF. | R.DEF. | REB  | ASIS | ROB | TAP | PER | FP  | PTS  |
| 1967-68   | 23   | Dallas Chaparrals | ABA  | C    | 8  |     | 41.5 | 7.9 | 16.6 | .474 | 0.1 | 0.3 | .500 | 7.8 | 16.4 | .473 | 5.4 | 6.4 | .843  |       |        | 12.6 | 1.3  |     |     | 1.9 | 2.6 | 21.3 |
| 1968-69   | 24   | Dallas Chaparrals | ABA  | PF   | 7  |     | 34.3 | 6.6 | 13.4 | .489 | 0.0 | 0.1 | .000 | 6.6 | 13.3 | .495 | 4.3 | 4.9 | .882  |       |        | 10.4 | 1.1  |     |     | 1.7 | 3.9 | 17.4 |
| 1969-70   | 25   | Dallas Chaparrals | ABA  | PF   | 6  |     | 36.5 | 8.3 | 14.3 | .581 | 0.0 | 0.3 | .000 | 8.3 | 14.0 | .595 | 1.3 | 1.5 | .889  |       |        | 10.7 | 3.2  |     |     | 1.5 | 3.5 | 18.0 |
| 1970-71   | 26   | Texas Chaparrals  | ABA  | PF   | 4  |     | 28.8 | 5.0 | 13.0 | .385 | 0.5 | 2.0 | .250 | 4.5 | 11.0 | .409 | 1.0 | 1.3 | .800  | 4.0   | 6.5    | 10.5 | 1.5  |     |     | 1.8 | 2.3 | 11.5 |
| 1971-72   | 27   | Utah Stars        | ABA  | PF   | 9  |     | 18.7 | 2.0 | 3.8  | .529 | 0.1 | 0.7 | .167 | 1.9 | 3.1  | .607 | 0.6 | 0.6 | 1.000 |       |        | 5.8  | 1.0  |     |     | 0.2 | 2.3 | 4.7  |
| 1972-73   | 28   | Utah Stars        | ABA  | PF   | 8  |     | 12.8 | 2.8 | 4.6  | .595 | 0.3 | 1.0 | .250 | 2.5 | 3.6  | .690 | 0.4 | 0.5 | .750  | 1.0   | 1.9    | 2.9  | 0.6  |     |     | 0.3 | 1.8 | 6.1  |
| 1973-74   | 29   | Utah Stars        | ABA  | PF   | 9  |     | 10.9 | 1.0 | 3.2  | .310 | 0.2 | 1.0 | .222 | 0.8 | 2.2  | .350 | 0.3 | 0.4 | .750  | 0.7   | 1.7    | 2.3  | 0.6  | 0.0 | 0.2 | 0.6 | 1.4 | 2.6  |
| Total     |      |                   | ABA  |      | 51 |     | 25.0 | 4.5 | 9.1  | .490 | 0.2 | 0.7 | .222 | 4.3 | 8.4  | .513 | 1.9 | 2.2 | .857  | 1.4   | 2.7    | 7.4  | 1.2  | 0.0 | 0.2 | 1.0 | 2.5 | 11.0 |